# Masoreti

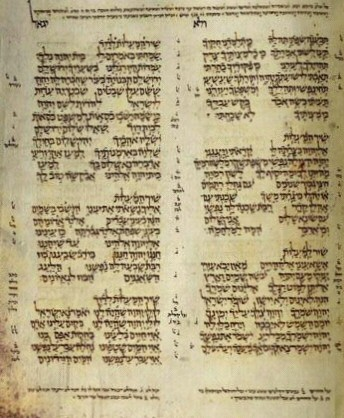
Masoretský text ze Starého zákona v hebrejské Bibli.

Masoreti, z hebr. masora „tradice“, byli židovští učenci v 6. až 10. století n. l., kteří studovali formální stránku textu hebrejské bible. Masoretské texty byly biblické texty obohacené o doplňující informace. Zejména se jednalo o vyznačení výslovnosti biblické hebrejštině, která již v době Masoretů nebyla živým, běžně užívaným jazykem.

## Vokalizace hebrejštiny
Hebrejské písmo zapisuje pouze souhlásky, z hebrejského textu bible proto není zřejmé, jaká je správná, původní výslovnost. Masoreti proto prováděli vokalizaci těchto textů – pomocí systému značek zvaném nikud doplňovali do textu chybějící samohlásky. Kromě samohlásek se vyznačovala i další charakteristika výslovnosti jako odlišné čtení souhlásky (dageš ad.) nebo přízvuk. 
Masoreti byli také první, kdo rozdělili bibli do kapitol a veršů.

## Školy
Dvě centra, kde se rozvíjela masoretská tradice a systém značení samohlásek, byla v Jeruzalémě a v Babylónu. Jejich systémy se nazývají palestinská a babylonská vokalizace.
Od 8. století, v souvislosti s islámskou expanzí, nabyla na významu Tiberiada, kde byly dvě soupeřící rodinné masoretské školy, ben Ašer a ben Naftali. Tiberiadská vokalizace dle ben Ašerů se nakonec prosadila jako standard, který se používá dodnes. Na finální podobě vokalizace měl podíl masoreta Áron ben Moše ben Ašer, který je původcem biblického textu Aleppského kodexu a nepřímo i Leningradského kodexu. To jsou nejdůležitější rukopisy pro poznání původního textu Starého zákona a jeho přesnější překlady.